# Linda Martin
Pour les articles homonymes, voir Martin.
Linda Martin (née le 17 avril 1953) est une chanteuse et une animatrice de télévision irlandaise.

## Carrière
Elle est membre du groupe Chips et ils tentent leur chance aux présélections irlandaises du Concours Eurovision de la chanson mais sans succès. Puis, elle y prend part quatre fois en tant que soliste et une fois en tant que membre du groupe Linda Martin and Friends. Avec neuf participations, elle est celle qui se sera le plus souvent présenté aux éliminatoires irlandaises. Elle représente l’Irlande deux fois au Concours Eurovision de la chanson : en 1984, avec Terminal 3, une chanson de Johnny Logan (sous le pseudonyme de Seán Sherrard), elle se classe deuxième et en 1992, avec le titre Why Me? (écrit par Johnny Logan) qui donne à l’Irlande sa quatrième victoire.
L'artiste présente alors un quiz sur RTÉ (The Lyrics Board), une des émissions irlandaises les plus populaires. Elle est ensuite membre de jury pour l’émission de RTÉ You’re a Star.
En octobre 2005, la chanteuse participe à l’émission Congratulations célébrant le cinquantième anniversaire de l’Eurovision à Copenhague au Danemark.